# Edoardo e Carolina
Edoardo e Carolina (Édouard et Caroline) è un film del 1951 diretto da Jacques Becker.
La pellicola è stata presentata in concorso al Festival di Cannes 1951.

## Trama
Nel prepararsi per l'importante party nel quale dovrà esibirsi, il pianista Édouard, si accorge che nel suo completo da sera manca il gilet. La moglie Caroline, sta già provando il suo abito da sera e, non trovando il gilet del marito, decide di recuperarne uno dal cugino Alain, padrone insieme al padre, lo snob zio Claude, della casa in cui si terrà la serata.
Édouard, a differenza di sua moglie, non proviene dall'alta società, e non aspira ad entrarvi. D'altra parte, il tenore di vita modesto cui ha costretto Caroline, anche per via del suo lavoro precario, gli viene rinfacciato dai familiari di lei.
Costretto a recarsi dall'odiato Alein per ricevere il gilet, Édouard incontra anche Claude che gli fa conoscere gli influenti coniugi Barville, già arrivati per il party, che attendono con ansia la sua esibizione. In particolare la signora Barville pare già molto colpita da Édouard che però, schivo, preferisce tornare subito a casa per prepararsi.
Il nervosismo di Édouard si sprigiona dopo che la moglie gli mostra le modifiche apportate al proprio vestito per renderlo più moderno. Contrario a questo fuori programma, l'uomo dà vita ad un diverbio al culmine del quale dà uno schiaffo a Caroline. La donna, profondamente offesa, decide di non seguire il marito che quindi, solo e turbato, si reca al party per suonare.
Nel presentarsi da solo si giustifica dicendo che sua moglie si è ammalata e quindi dopo aver bevuto abbondantemente, si esibisce incantando tutti. Una telefonata di Alain alla quale Caroline risponde infuriata, convince il primo ad andare a chiamare la bella cugina, verso la quale non ha mai nascosto di avere delle mire. Intanto Édouard, dopo solo due pezzi, preferisce interrompere l'esibizione per tornarsene a casa. La cosa è presa male dagli invitati con la signora Barville che prende le parti del pianista, giustificando il suo comportamento con la preoccupazione per la salute dell'amata moglie. 
Alain riesce a convincere Caroline di partecipare al party, dove potrà chiedere al marito il divorzio. All'arrivo della donna si svela la bugia di Édouard e la cosa ha l'effetto di ridicolizzare gli sforzi della sig.ra Barville che aveva calcato l'argomento della malattia della stessa, e che quindi abbandona stizzita la serata. Per Claude è uno smacco e sembra anche la fine delle speranze di Édouard di avere una buona opportunità di lavoro.
Caroline, il cui vestito ritoccato è apprezzato da tutti, comunica la volontà di divorziare ad Edouard che, sorprendentemente, non replica nulla. Dopo aver fraternizzato con Borch, un ricco imprenditore americano che lo ha apprezzato particolarmente, si convince di suonare ancora, ma a metà pezzo si interrompe e se ne va, lasciando tutti di stucco.
A casa, con Caroline, c'è inizialmente grande freddezza. Quando il magnate americano telefona per comunicargli l'intenzione di proporgli un contratto di lavoro, Édouard è felicissimo e riavvicina Caroline, che lo perdona ed è pronta a riprendere la loro vita coniugale mettendo da parte gli screzi recenti.

## Produzione
Il pianista Thierry de Brunhoff ha prestato le mani a Daniel Gélin nelle scene al pianoforte.
Le riprese sono state effettuate negli studios di Billancourt.